# ウィリアム・カーギル
ウィリアム・ウォルター・カーギル（英: William Walter Cargil、1813年 - 1894年）は、明治時代にお雇い外国人として来日したイギリスの銀行家である。

## 経歴・人物
1872年（明治5年）、日本政府に招かれ、工部省鉄道寮の差配役を務めた。多くのイギリス人技術団との仲介や調整、日本の鉄道創設に対するイギリスとの貸借問題に携わった。また、オリエンタル・バンクの横浜支店の銀行員も務めた。
これによって、1877年（明治10年）に任期満了し帰国する時に明治天皇から勲三等を賜った。